# Michele Todini
Michele Todini (getauft am 24. Mai 1616 in Saluzzo; † 3. Mai 1690 in Rom) war ein italienischer Instrumentenbauer und Virtuose auf der Musette.

## Leben und Werk
Michele Todini wirkte in Rom und war von 1650 bis 1652 Guardian der Instrumentalisten der Congregazione di Santa Cecilia, sein Nachfolger wurde Giovanni Antonio Leoni. 1681 war Todini Decano degli musici del Campidoglio laut einem Autograph im musikhistorischen Museum Heyer in Köln.
Michele Todinis Instrumente weisen zum Teil hoch komplizierte Mechanismen auf. Eines dieser Instrumente war eine Verbindung von Orgel, Klavier, Laute und Streichinstrumenten. Diese Instrumente sind sowohl in Athanasius Kirchers Phonurgia nova (1673) wie auch von Todini selbst in seiner Dichiaratione della galleria armonica (Rom 1676) beschrieben.